# ジャック・シャーキー
ジャック・シャーキー（Jack Sharkey、1902年10月6日 - 1994年8月17日）は、リトアニア系の男性プロボクサー。元ボクシング世界ヘビー級王者。

## 人物
プロボクサーや俳優など注目を集める職業の人物がみなアメリカ風の偽名を使う時代に生まれ、本名Joseph Paul Zukauskasは、アイルランドの英雄で後に殿堂入りすることになるボクサーであるトム・シャーキーの姓を使うことにした。
1929年、ヤンキースタジアムで行われた試合で、前のライトヘビー級チャンピオンだったトミー・ローランを破ってアメリカ合衆国ヘビー級チャンピオンの座についた。この勝利によってシャーキーは、空位の世界王座を巡ってドイツ人の世界ランカーであるマックス・シュメリングと戦う権利を得た。1930年6月12日に行われた世界戦では、第4ラウンドにシャーキーの放ったパンチがローブローとなり、試合続行が不可能となって失格負けになった。ヘビー級の世界戦で失格により勝負が決したのはこれが唯一のケースである。
1931年10月、シャーキーはイタリア人のプリモ・カルネラを倒し、2度目の世界へのチャンスを得た。1932年6月21日、ニューヨークのマディソン・スクエア・ガーデンでシャーキーは議論を呼ぶ微妙な判定でマックス・シュメリングを破り、ヘビー級王座に就いた。
その後、1933年6月29日にプリモ・カルネラとの再戦で王座を失った。
1994年には国際ボクシング名誉の殿堂博物館に収められることが決まったが、その年の8月17日、呼吸停止により世を去った。91歳没。

## 備考
漫画「ジャイアント台風」（原作：高森朝雄、作画：辻なおき）にて、プロレスラー：ジャイアント馬場がプリモ・カルネラと対戦するときのエピソードで、シャーキーがカルネラのパンチをくらって失神し、その直後に死亡したとされているのは作品上での架空の出来事である。